# Гідрогеологія Корейського півострова

## Гідрогеологія Корейського півострова
На Корейському півострові розвинені води зон екзогенної тріщинуватості і розривних порушень докембрійських і нижньопалеозойських метаморфічних і різновікових магматичних порід. Глибина залягання вод від перших м до 50 м. Потужність обводнених зон 20-30 м. Водоносність порід нерівномірна. Дебіти свердловин і колодязів від 0,1-0,2 до 2-3 л/с, в зонах тектонічних порушень вони зростають до 5-10 л/с. Мінералізація води не перевищує 0,5 г/л, склад НСО3––Са2+ і Са2+–Mg2+. Мезозойські, палеогенові і неогенові теригенні і вулканогенні відклади міжгірських западин містять пластові і пластово-тріщинні води. Обводненість порід різна, більша в зонах тектонічних порушень. Глибина залягання ґрунтових вод, як правило, менше 5 м, дебіти — 3-15 л/с. Мінералізація води менша 1 г/л, склад НСО3––Са2+. Четвертинні мор. відклади прибережних р-нів містять води різні за мінералізацією (1-5 г/л) складу Cl––SO42– = Na+–Са2+. Півострів багатий на прояви мінеральних вод, які належать переважно до типів холодних вуглекислих і термальних азотних вод.